# Mucor indicus
Mucor indicus Lendn. – gatunek grzybów należący do rodziny pleśniakowatych (Mucoraceae). Jest jednym z częściej występujących pleśniaków.

## Systematyka i nazewnictwo
Pozycja w klasyfikacji według Index Fungorum: Mucor, Mucoraceae, Mucorales, Incertae sedis, Mucoromycetes, Mucoromycotina, Mucoromycota, Fungi.
Synonim: Zygorhynchus indicus (Lendn.) Arx 1982:

## Morfologia i rozwój
Grzyb saprotroficzny. Na różnych podłożach stałych, takich jak ziemniaki, agar, moszcz agarowy tworzy kolonie o delikatnej, jasnoróżowo-szarej barwie. Każdy sporangiofor załamuje się pod bardzo ostrym kątem i kończy się małym, różowawym sporangium o średnicy 40–44 µm. Jego błona łatwo się rozpada, ale czasami, jeśli są to młode zarodnie, występuje w postaci strzępów lub kołnierzyków. Kolumelle różnią się znacznie kształtem i rozmiarem. Rzadko są kuliste (26 µm), najczęściej owalne o rozmiarze 20 na 24 µm. Są też takie, które są szersze niż długie (20 µm wysokości, 26 µm szerokości). Zarodniki szkliste, okrągłe lub lekko eliptyczne mają zwykle 4 µm. śred. lub 4 µm na 5 µm. W hodowlach na podłożach stałych chlamydospory i oidia są liczne. Chlamydospory są dwojakiego rodzaju, niektóre cylindryczne (o wymiarach 18 µm na 10 µm), inne, owalne i cytrynowate na końcu bocznych odgałęzień. Hodowany w płynnym moszczu grzyb fermentuje bardzo słabo, ale rozmnaża się wegetatywnie, tworząc długie łańcuchy oidiospor. Tworzy od 26 do 30 komórek, które ostatecznie zaokrąglają się i odpadają. Ponadto w płynie znajduje się wiele gigantycznych, pączkujących okrągłych komóre. W tych warunkach sporangia nie pojawiają się, grzybnia pozostaje zanurzona w płynnym podłożu. Zachowanie się w fermentowalnym płynnym podłożu Mucor indicus ma wiele analogii z M. javanicus Wehmera. Różni się jednak mniejszym rozmiarem i zawsze mniejszymi zarodnikami.

## Zastosowanie
- Mucor indicus nie wytwarza mykotoksyn i nie powoduje chorób. Jest używany do produkcji kilku rodzajów piwa i żywności[5].
- Ma podobną do Saccharomyces cerevisiae zdolność wytwarzania etanolu z dużą wydajnością, ale w przeciwieństwie do S. cerevisiae fermentuje zarówno pentozy, jak i heksozy i dlatego może być stosowany do produkcji etanolu z materiałów lignocelulozowych. Ta cecha jest jedną z najważniejszych w praktycznym zastosowaniu M. indicus[6].
- Nadaje się do wykorzystania jako bogate źródło składników odżywczych, np. na karmę dla ryb[5].
- Ma zdolność wytwarzania wielonienasyconych kwasów tłuszczowych, zwłaszcza kwasu γ-linolenowego, może więc być wykorzystany do wytwarzania tłuszczów[5].
- Wykazał obiecujące wyniki w usuwaniu metali ciężkich ze ścieków[5].
- Jego ściana komórkowa zawiera duże ilości chitozanu, może być więc wykorzystany do przemysłowego wytwarzania tej substancji[5].